# Oudekerksplein

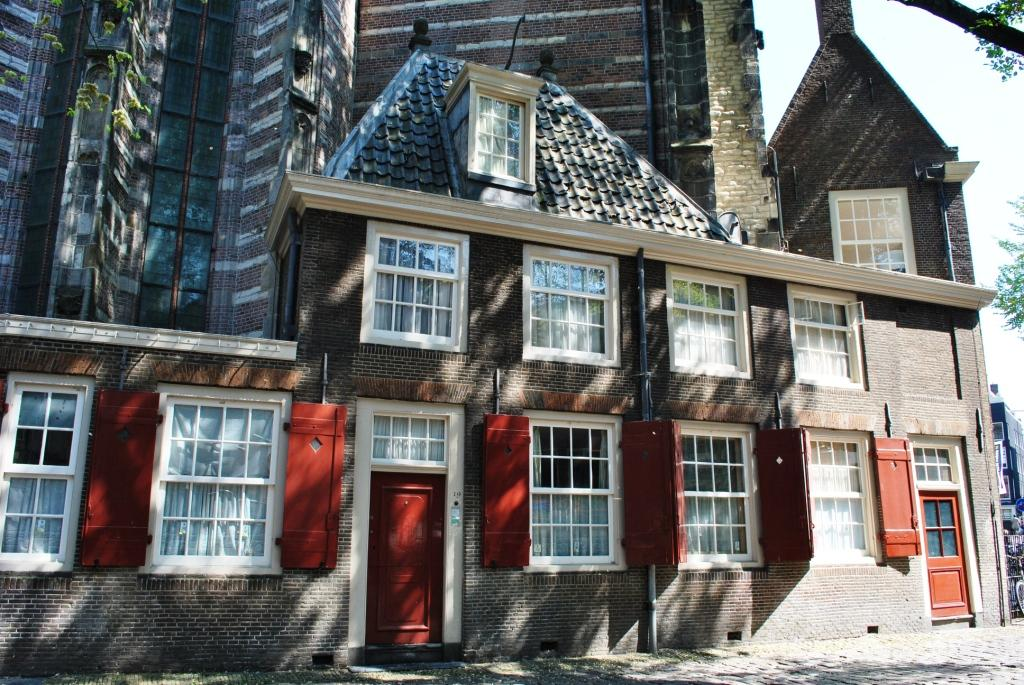
Tegen de Oude Kerk aangebouwde huizen aan het Oudekerksplein.

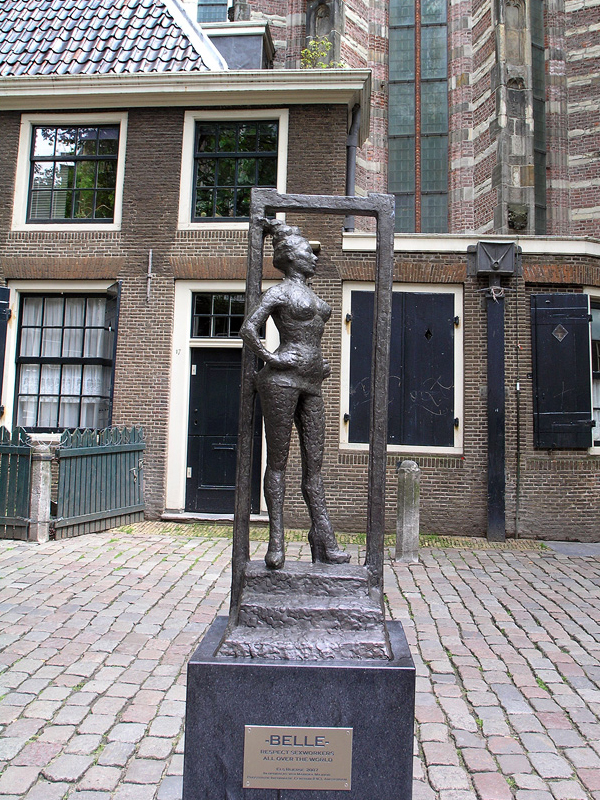
Standbeeld Belle op het Oudekerksplein

Het Oudekerksplein is een plein in Amsterdam, rond de 14e-eeuwse Oude Kerk in het hart van het Wallengebied.
Het plein ligt tussen de Warmoesstraat (ter hoogte van de Wijde Kerksteeg) en de Oudezijds Voorburgwal. Aan de oostkant van het plein ligt de Oudekerksbrug over de O.Z. Voorburgwal, en in het verlengde van deze brug liggen de Oudekennissteeg en de Molensteeg, die het plein in oostelijke richting verbinden met de Oudezijds Achterburgwal en Zeedijk. De Sint Annendwarsstraat en de Enge Kerksteeg komen uit op het plein.
Aan het Ouderkerksplein staat het oudste nog bestaande gebouw van Amsterdam, de 14e-eeuwse Oude Kerk. Rond deze kerk lag oorspronkelijk het kerkhof, dat als begraafplaats diende. In 1655 werd die begraafplaats geruimd en verplaatst naar een plek buiten de toenmalige stadsgrenzen. Hiermee ontstond het huidige plein.

## Prostitutiegebied
Het Oudekerksplein ligt in het hart van de rosse buurt aan de Wallen. Aan het plein is een aantal peeskamers van prostituees gevestigd. In totaal waren er 35 "ramen" van prostituees aan het plein.
In 2008 lanceerde de gemeente Amsterdam het Project 1012. Omdat er sprake zou zijn van een criminele infrastructuur wilde de gemeente meer zicht krijgen op de bedrijfsvoering binnen bordelen, geldwisselkantoren, gokhallen, coffeeshops, minisupermarkten en sommige horeca. De drugsproblematiek en de vrouwenhandel zou een belangrijke aanleiding zijn voor de aanpak. Wel zou er ruimte blijven voor de seksindustrie en coffeeshops. De omstreden plannen riepen weerstand op bij betrokkenen.

## Kunst
Sinds februari 1993 ligt in het plaveisel van het plein een bronzen reliëf van twee borsten en een hand, die een van de borsten vasthoudt. Het kunstwerk, dat de naam Borstplaat kreeg, is waarschijnlijk gemaakt door De Onbekende Beeldhouwer. Op het plein staat ook Belle, een bronzen beeld ter ere van sekswerkers wereldwijd. Het beeld werd onthuld in 2007. Na de moord op een Hongaarse prostituee in februari 2009 werd een herdenking bij het beeld gehouden.
De Nederlandse documentairefilm Rondom het Oudekerksplein (1968) van Roeland Kerbosch geeft een beeld van de rosse buurt op de Wallen in de jaren zestig.

De kunstenaars Nancy en Edward Kienholz lieten zich hier inspireren tot het maken van de installatie The Hoerengracht (1983-86).

## Varia
De Amsterdamse huisarts Jan Groothuyse had van 1955 tot 1983 zijn praktijk aan het Oudekerksplein.

## Foto's

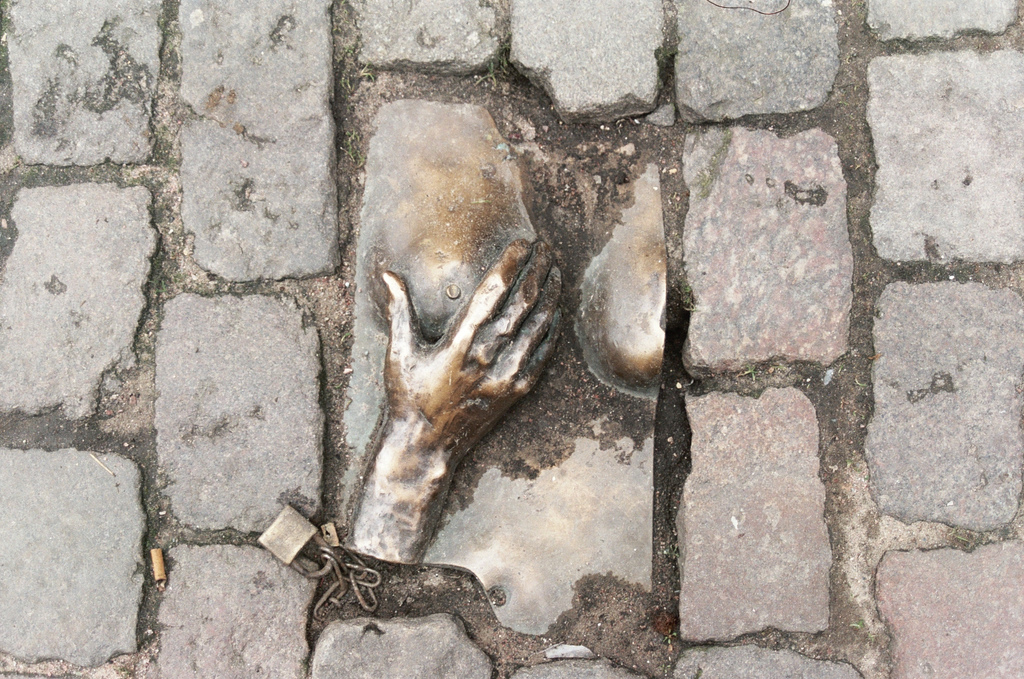
Sculptuur door anonieme kunstenaar op het Oudekerksplein
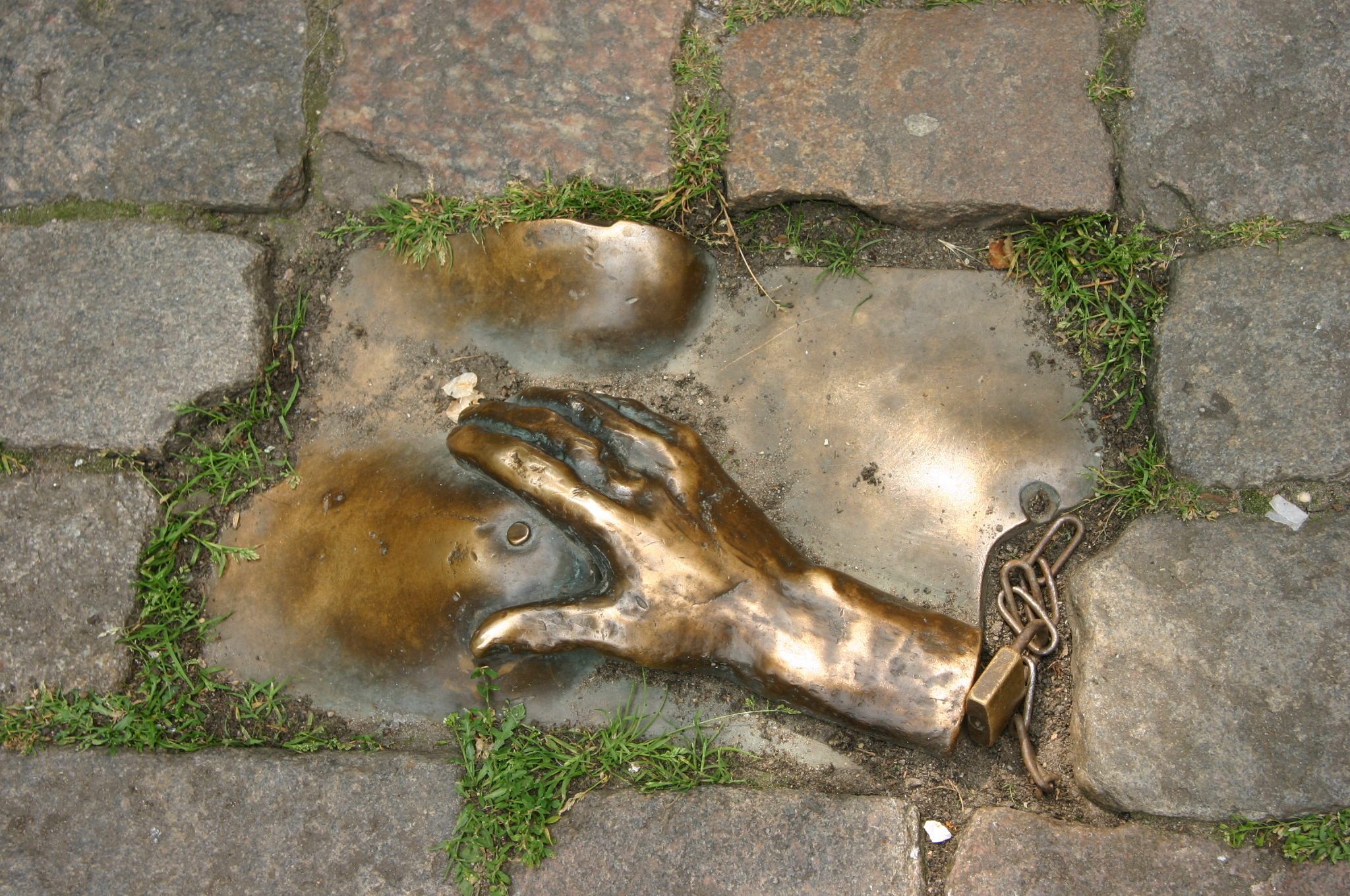
Dezelfde sculptuur